# Sajou no hana
sajou no hana（さじょうのはな）は、日本のロックバンド。2018年結成。レーベルはKADOKAWAとワーナー ブラザース ジャパン。2024年1月からはボーカルのsanaによるソロプロジェクトとなっている。

## 概要
2018年、作曲家・渡辺翔が中心となり、シンガーソングライター・ベーシストとして活動するキタニタツヤ、ボーカリストのsanaと共に結成した3人組クリエーターバンド。同年8月22日にワーナー・ブラザース ホームエンターテイメントよりデビューシングル『星絵』をリリースし、メジャーデビュー。表題曲の「星絵」がテレビアニメ『天狼 Sirius the Jaeger』のエンディングテーマに抜擢されると、これ以降『モブサイコ100 II』『とある科学の超電磁砲T』『ダンジョンに出会いを求めるのは間違っているだろうかIII』など、数々のアニメ作品の主題歌を手掛ける。
ポップス、ロック、アニメソング、エレクトロニカなど様々なジャンルの要素を取り入れつつ、特定の型に捉われない音楽性が特徴。
楽曲制作の際は、渡辺翔とキタニタツヤが作詞・作曲を行い、編曲は全てキタニタツヤが担当している。アニメタイアップごとに渡辺とキタニがそれぞれデモを制作し、アニメ制作サイドがどちらの楽曲を採用するかを選択するバンド内コンペを行う。また、アニメタイアップ曲を制作する際は、「音楽だけが好きな人やアニメだけを知っている人にも届くように」「アニメがなくても、その曲自体が既に素晴らしいというものにする」ということを意識している。
バンド名はボーカル・sanaの立ち姿や歌い方の印象から着想を得てキタニタツヤが命名。アルファベット表記にした理由としてキタニは、「意味を規定し過ぎない方が音楽を聴いてもらうときに余計なバイアスがかからないと思った。はっきりと意味を伝えたいわけではなくて、一つのイメージに捉われるよりもいろいろなイメージを持ってもらった方がいいと思ったから」と述べている。
2022年に事務所をスマイルカンパニーからスマイルデイズへ、同時にレコード会社をワーナー ブラザース ジャパンからKADOKAWAへ移籍。
2023年12月、2024年1月をもってバンドからsana中心の音楽プロジェクトとして活動していくこと、同時にキーボード担当の渡辺翔とベース担当のキタニタツヤが脱退し、今後はサウンドプロデュースでサポートしていくことを発表。その後、レコード会社はKADOKAWAとワーナー ブラザース ジャパンの共同所属となった。

## メンバー

### メンバー
- sana
  - ボーカル担当。
  - 2014年に開催されたスマイルカンパニー主催のオーディション「＜アニメ限定！＞スマイルカンパニー・オーディション2014」に合格、同事務所所属となる[15][16]。
  - 2016年にTVアニメ「モブサイコ100」のOPのボーカリストに抜擢。MOB CHOIRのボーカリストとして、37（読み：さな）名義でデビューした[7]。

### 元メンバー
- 渡辺翔
  - 作詞、作曲、編曲、マニピュレーター、プログラミング、キーボード、コーラス担当。
  - アニソン界のヒットソングライター。代表作にClariS「コネクト」「カラフル」、LiSA「oath sign」「crossing field」など[17]。ジャンルにとらわれないメロディーセンスが各方面で評価される[7]。
  - ヴォーカルユニット・CYNHN（スウィーニー）のメインコンポーザーを務める[17]。
  - 自身が編曲をしない場合でも、デモの時点である程度アレンジを作り込みキタニタツヤへ渡すというスタイルをとっている[17]。
  - 2023年12月末日をもって脱退[13][14]。

- キタニタツヤ
  - 作詞、作曲、編曲、ベース、プログラミング、ギター、ボーカル担当。
  - シンガーソングライター、ベーシスト。ソロとしては2020年にソニー・ミュージックレーベルズよりメジャーデビュー[18]。ロックバンド「ヨルシカ」にサポート・ベーシストとして参加する[19]ほか、Adoやまふまふ、TK from 凛として時雨などの楽曲にベース演奏で参加[20]。
  - ジャニーズWEST、私立恵比寿中学、星街すいせいへの楽曲提供など、作曲家としての活動も行う[21][22][20]。
  - 「こんにちは谷田さん」名義で動画サイトにてVOCALOIDを用いた楽曲を発表していた[7]。
  - 2023年12月末日をもって脱退[13][14]。

## ディスコグラフィ

### シングル
| 枚  | 発売日         | タイトル           | 収録曲 | 規格品番   | 順位  | 備考 |
| --- | -------------- | ------------------ | --- | ---------- | ----- | --- |
| 1st | 2018年8月22日  | 星絵               | 全3曲 1. 星絵（作詞・作曲：渡辺翔／編曲：キタニタツヤ） 2. 夢の中のぼくらは（作詞・作曲・編曲：キタニタツヤ） 3. つもり（作詞・作曲：渡辺翔／編曲：キタニタツヤ）                                                                                   | 1000724959 | 181位 | - 「星絵」：テレビアニメ『天狼 Sirius the Jaeger』エンディングテーマ |
| 2nd | 2019年3月6日   | メモセピア／グレイ | 全6曲 1. メモセピア（作詞・作曲：渡辺翔／編曲：キタニタツヤ） 2. グレイ（作詞・作曲・編曲：キタニタツヤ） 3. 目蓋の裏（作詞・作曲：渡辺翔／編曲：キタニタツヤ） 4. メモセピア（Instrumental） 5. グレイ（Instrumental） 6. 目蓋の裏（Instrumental） | 1000740817 | 66位  | - 「メモセピア」：テレビアニメ『モブサイコ100 II』エンディングテーマ - 「グレイ」「目蓋の裏」：テレビアニメ『モブサイコ100 II』特殊エンディングテーマ |
| 3rd | 2019年7月31日  | Parole             | 全3曲 1. Parole（作詞・作曲：渡辺翔／編曲：キタニタツヤ） 2. Hedgehog（作詞・作曲・編曲：キタニタツヤ） 3. ex（作詞・作曲：渡辺翔／編曲：キタニタツヤ）                                                                                             | 1000746066 | 129位 | - 「Parole」：テレビアニメ『とある科学の一方通行』エンディングテーマ |
| 4th | 2020年8月19日  | 青嵐のあとで       | 全3曲 1. 青嵐のあとで（作詞・作曲：キタニタツヤ／編曲：キタニタツヤ・渡辺翔） 2. ここにいたい（作詞・作曲：渡辺翔／編曲：キタニタツヤ） 3. Hypnosis（作詞・作曲・編曲：キタニタツヤ）                                                               | 1000764975 | 41位  | - 「青嵐のあとで」：テレビアニメ『とある科学の超電磁砲T』後期エンディングテーマ - 「ここにいたい」：テレビアニメ『とある科学の超電磁砲T』挿入歌 |
| 5th | 2020年12月23日 | Evergreen          | 全3曲 1. Evergreen（作詞・作曲：渡辺翔／編曲：キタニタツヤ） 2. 繭色（作詞：渡辺翔・キタニタツヤ／作曲：渡辺翔／編曲：キタニタツヤ） 3. 極夜（作詞・作曲・編曲：キタニタツヤ）                                                                      | 1000770970 | 85位  | - 「Evergreen」：テレビアニメ『ダンジョンに出会いを求めるのは間違っているだろうかIII』エンディングテーマ - 「繭色」：テレビアニメ『ダンジョンに出会いを求めるのは間違っているだろうかIII』挿入歌 - 「極夜」：スマートフォンゲームアプリ『ダンジョンに出会いを求めるのは間違っているだろうか 〜メモリア・フレーゼ〜』ver.10.4.6主題歌 |
| 6th | 2022年8月24日  | 天灯               | 全4曲 1. 天灯（作詞・作曲・編曲：キタニタツヤ） 2. Ruler（作詞・作曲：渡辺翔／編曲：キタニタツヤ） 3. 天灯（Instrumental） 4. Ruler（Instrumental）                                                                                                 | ZMCZ-15831 | 107位 | - 「天灯」：テレビアニメ『ダンジョンに出会いを求めるのは間違っているだろうかⅣ 新章 迷宮篇』オープニングテーマ |
| 7th | 2023年2月22日  | 切り傷             | 全4曲 1. 切り傷（作詞・作曲・編曲：キタニタツヤ） 2. メーテルリンク（作詞・作曲：渡辺翔／編曲：キタニタツヤ） 3. 切り傷（Instrumental） 4. メーテルリンク（Instrumental）                                                                           | ZMCZ-15832 | 圈外  | - 「切り傷」：テレビアニメ『ダンジョンに出会いを求めるのは間違っているだろうかⅣ 深章 厄災篇』エンディングテーマ - 「メーテルリンク」：スマートフォンゲームアプリ『ダンジョンに出会いを求めるのは間違っているだろうか バトル・クロニクル』主題歌                                                                                      |
| 8th | 2023年8月2日   | ニューサンス       | 全4曲 1. ニューサンス（作詞・作曲：渡辺翔／編曲：sajou no hana） 2. 影裏（作詞・作曲：渡辺翔／編曲：sajou no hana） 3. ニューサンス（Instrumental） 4. 影裏（Instrumental）                                                                         | ZMCZ-16752 | 圈外  | - 「ニューサンス」：テレビアニメ『スパイ教室 2nd season』エンディングテーマ - 「影裏」：スマートフォンゲームアプリ『ダンジョンに出会いを求めるのは間違っているだろうか 〜メモリア・フレーゼ〜』6周年記念主題歌 |

「MOB CHOIR feat. sajou no hana」名義
| 枚  | 発売日       | タイトル | 収録曲 | 規格品番             | 順位 | 備考 |
| --- | ------------ | -------- | --- | -------------------- | ---- | --- |
| 1st | 2019年3月6日 | 99.9     | 全5曲 1. 99.9（作詞・作曲・編曲：キタニタツヤ） 2. いきるひとびと（作詞・作曲・編曲：キタニタツヤ） 3. 99 –sajou no hana arrange-（作詞・作曲：佐々木淳一／編曲：渡辺翔・キタニタツヤ） 4. 99.9（Instrumental） 5. いきるひとびと（Instrumental） | 1000740815（CD+DVD） | 55位 | - 「99.9」：テレビアニメ『モブサイコ100 II』オープニングテーマ - 「いきるひとびと」：テレビアニメ『モブサイコ100 II』特殊エンディングテーマ |
| 1st | 2019年3月6日 | 99.9     | 全5曲 1. 99.9（作詞・作曲・編曲：キタニタツヤ） 2. いきるひとびと（作詞・作曲・編曲：キタニタツヤ） 3. 99 –sajou no hana arrange-（作詞・作曲：佐々木淳一／編曲：渡辺翔・キタニタツヤ） 4. 99.9（Instrumental） 5. いきるひとびと（Instrumental） | 1000740816（CDのみ） | 55位 | - 「99.9」：テレビアニメ『モブサイコ100 II』オープニングテーマ - 「いきるひとびと」：テレビアニメ『モブサイコ100 II』特殊エンディングテーマ |

### 配信シングル
| 枚  | 発売日         | タイトル     | 収録曲 | 備考                                                        |
| --- | -------------- | ------------ | --- | ----------------------------------------------------------- |
| 1st | 2018年12月26日 | あめにながす | 全2曲 1. あめにながす（作詞・作曲：渡辺翔／編曲：キタニタツヤ） 2. glimmer（作詞・作曲・編曲：キタニタツヤ） |                                                             |
| 2nd | 2019年5月29日  | 誰のせい     | 全2曲 1. 誰のせい（作詞・作曲：渡辺翔／編曲：キタニタツヤ） 2. 閃光（作詞・作曲・編曲：キタニタツヤ）        | - 「誰のせい」：山口大吾（People In The Box）がドラムで参加 |

### 配信シングル（単曲）
| 枚       | 発売日         | タイトル          | 備考                                           |
| -------- | -------------- | ----------------- | ---------------------------------------------- |
| 1st      | 2019年3月6日   | 目蓋の裏(TV ver.) |                                                |
| 先行配信 | 2020年5月23日  | ここにいたい      |                                                |
| 2nd      | 2024年1月4日   | 修羅に堕として    | 作詞・作曲・編曲：キタニタツヤ                 |
|          | 2024年2月29日  | 「Shura」         | 「修羅に堕として」の英語バージョン             |
| 3rd      | 2024年10月5日  | ハイドレート      | 作詞・作曲：渡辺翔／編曲：笹川真生             |
| 4th      | 2024年10月17日 | 淡く微か          | 作詞・作曲：渡辺翔／編曲：伊根                 |
| 5th      | 2025年1月16日  | THE IOLITE        | 作詞：sana／作曲・編曲：ナノウ                 |
| 6th      | 2025年3月13日  | 溺愛              | 作詞：sana・渡辺翔／作曲：渡辺翔／編曲：ナノウ |

## タイアップ
| 曲名           | タイアップ | 時期   |
| -------------- | --- | ------ |
| 星絵           | テレビアニメ『天狼 Sirius the Jaeger』エンディングテーマ                                                                | 2018年 |
| 99.9           | テレビアニメ『モブサイコ100 II』オープニングテーマ                                                                      | 2019年 |
| メモセピア     | テレビアニメ『モブサイコ100 II』エンディングテーマ                                                                      | 2019年 |
| グレイ         | テレビアニメ『モブサイコ100 II』特殊エンディングテーマ                                                                  | 2019年 |
| 目蓋の裏       | テレビアニメ『モブサイコ100 II』特殊エンディングテーマ                                                                  | 2019年 |
| いきるひとびと | テレビアニメ『モブサイコ100 II』特殊エンディングテーマ                                                                  | 2019年 |
| Parole         | テレビアニメ『とある科学の一方通行』エンディングテーマ                                                                  | 2019年 |
| 青嵐のあとで   | テレビアニメ『とある科学の超電磁砲T』後期エンディングテーマ                                                             | 2020年 |
| ここにいたい   | テレビアニメ『とある科学の超電磁砲T』挿入歌                                                                             | 2020年 |
| Evergreen      | テレビアニメ『ダンジョンに出会いを求めるのは間違っているだろうかIII』エンディングテーマ                                 | 2020年 |
| 繭色           | テレビアニメ『ダンジョンに出会いを求めるのは間違っているだろうかIII』挿入歌                                             | 2020年 |
| 極夜           | スマートフォンゲームアプリ『ダンジョンに出会いを求めるのは間違っているだろうか 〜メモリア・フレーゼ〜』ver.10.4.6主題歌 | 2020年 |
| 天灯           | テレビアニメ『ダンジョンに出会いを求めるのは間違っているだろうかⅣ 新章 迷宮篇』オープニングテーマ                       | 2022年 |
| 切り傷         | テレビアニメ『ダンジョンに出会いを求めるのは間違っているだろうかIV 深章 厄災篇』エンディングテーマ                      | 2023年 |
| メーテルリンク | スマートフォンゲームアプリ『ダンジョンに出会いを求めるのは間違っているだろうか バトル・クロニクル』主題歌               | 2023年 |
| ニューサンス   | テレビアニメ『スパイ教室 2nd season』エンディングテーマ                                                                 | 2023年 |
| 影裏           | スマートフォンゲームアプリ『ダンジョンに出会いを求めるのは間違っているだろうか 〜メモリア・フレーゼ〜』6周年記念主題歌  | 2023年 |
| 修羅に堕として | テレビアニメ『異修羅』オープニングテーマ                                                                                | 2024年 |
| ハイドレート   | テレビアニメ『ダンジョンに出会いを求めるのは間違っているだろうかV 豊穣の女神篇』エンディングテーマ                      | 2024年 |
| 淡く微か       | テレビアニメ『やり直し令嬢は竜帝陛下を攻略中』オープニングテーマ                                                        | 2024年 |
| 溺愛           | スマートフォンゲームアプリ『ダンジョンに出会いを求めるのは間違っているだろうか 水と光のフルランド』主題歌               | 2025年 |
| THE IOLITE     | テレビアニメ『異修羅』第2期エンディングテーマ                                                                           | 2025年 |

## ミュージックビデオ
| 公開年 | 曲名                              | 監督              |
| ------ | --------------------------------- | ----------------- |
| 2018年 | 星絵                              | 濱祐斗 橋本侑次朗 |
| 2018年 | あめにながす                      | Yuma Saito        |
| 2018年 | あめにながす（Instrumental ver.） | Yuma Saito        |
| 2019年 | メモセピア                        | Yuma Saito        |
| 2019年 | 誰のせい                          | 松永つぐみ        |
| 2019年 | Parole                            | Yuma Saito        |
| 2019年 | グレイ                            | 松永つぐみ        |
| 2020年 | ここにいたい                      | 不明              |
| 2020年 | 青嵐のあとで                      | Yuma Saito        |
| 2020年 | Evergreen                         | Yuma Saito        |
| 2022年 | 天灯                              | 不明              |

## 主なライブ

### ワンマンライブ
| 開催年 | 開催日 | タイトル      | 会場       | 備考 | 出典   |
| ------ | ------ | ------------- | ---------- | ---- | ------ |
| 2019年 | 5月4日 | 沙上の夜 act1 | 新宿Marble |      | [ 31 ] |

### 主催イベント
| 開催年 | 開催日   | タイトル        | 会場           | 共演者                                                   | 備考 | 出典   |
| ------ | -------- | --------------- | -------------- | -------------------------------------------------------- | ---- | ------ |
| 2019年 | 11月21日 | 沙上の夜 side A | 新代田FEVER    | kiila&yu-ya（vivid undress）、草野華余子（ピアノデュオ） |      | [ 32 ] |
| 2019年 | 12月17日 | 沙上の夜 side B | 新代田FEVER    | カムラミカウ、そこに鳴る                                 |      | [ 33 ] |
| 2020年 | 10月26日 | 沙上の夜 act2   | Spotify O-WEST | People In The Box                                        |      | [ 34 ] |

### 出演イベント
| 開催年 | 開催日   | タイトル                                                                         | 会場                              | 共演者 | 備考                                             | 出典          |
| ------ | -------- | -------------------------------------------------------------------------------- | --------------------------------- | --- | ------------------------------------------------ | ------------- |
| 2018年 | 10月12日 | OVERWHELMING                                                                     | 新宿MARZ                          | マキアダチ、all about paradise                                                                                       |                                                  | [ 35 ]        |
| 2019年 | 8月21日  | とある科学の一方通行 Presents THE SIXTH LIE × sajou no hana『LIVE ”REFLECTION"』 | Spotify O-Crest                   | THE SIXTH LIE |                                                  | [ 36 ]        |
| 2019年 | 9月13日  | 新世界秩序3                                                                      | duo MUSIC EXCHANGE                | 有形ランペイジ、伊礼亮、CIVILIAN、seeeeecun                                                                          |                                                  | [ 37 ]        |
| 2020年 | 2月8日   | リスアニ!LIVE 2020                                                               | 幕張メッセ イベントホール         | 藍井エイル、岸田教団&THE明星ロケッツ、黒崎真音、スピラ・スピカ、CHiCO with HoneyWorks、TrySail、fripSide、三森すずこ |                                                  | [ 38 ]        |
| 2020年 | 10月31日 | ANIMAX MUSIX NEXTAGE ONLINE                                                      | Veats SHIBUYA（無観客配信ライブ） | 安月名莉子、熊田茜音、Happy Around! from D4DJ、MADKID、Mia REGINA                                                    |                                                  | [ 39 ]        |
| 2021年 | 8月15日  | LIVE Upliftrois                                                                  | 渋谷WWW                           | レルエ、POP ART TOWN                                                                                                 |                                                  | [ 40 ]        |
| 2021年 | 9月18日  | ナガノアニエラフェスタ 2020 to 2021                                              | 長野県佐久市・駒場公園            | AKINO with bless4、飯田里穂、伊藤美来、今井麻美、GARNiDELiA、茅原実里、ナノ、ニノミヤユイ、牧野由依、やなぎなぎ、Lia | 新型コロナウイルス感染症の流行を受けて開催中止。 | [ 41 ] [ 42 ] |
| 2021年 | 10月22日 | GARNiDELiA Presents HALLOWEEN MiRACLE WONDER PARTY 2021                          | 豊洲PIT                           | GARNiDELiA、鈴木このみ、やなぎなぎ、小林愛香、新田恵海、増田有華                                                     |                                                  | [ 43 ]        |
| 2022年 | 9月17日  | ナガノアニエラフェスタ20～22                                                     | 長野県佐久市・駒場公園            | AKINO with bless4、今井麻美、KATARI（神尾晋一郎/間宮丈裕）、ZAQ、JUNNA、永塚拓馬、ニノミヤユイ、畠中祐、牧野由依ほか |                                                  | [ 44 ]        |
| 2025年 | 3月28日  | シルフィウム Vol.4『異修羅祭』                                                   | 青山RizM                          | 前島麻由 | sajou no hanaと前島麻由のツーマンライブ。        | [ 45 ]        |